# Sika (Ližnjan)
Sika je majhen nenaseljen otok v Jadranskem morju. Pripada Hrvaški.
V državnem programu za zaščito in uporabo majhnih, občasno naseljenih in nenaseljenih otokov ter okoliškega morja Ministrstva za regionalni razvoj in sklade Evropske unije je otok Sika uvrščen med otoke z manjšo reliefno površino (kamnine različnih oblik in velikosti). Pripada občini Ližnjan.
Otok se nahaja nasproti zaliva Lakošaše, proti rtu Marleri, nekoč pogosto uporabljanemu vojaškemu strelišču, kjer se nahaja veliko ostankov bomb, ostankov korozijsko poškodovanih kovinskih delov vojaške opreme, ostankov ladij, kot so propelerji in podobno. Poleg najdb iz novejše zgodovine so pri izkopavanjih podmornic našli kose starodavne in poznoantične keramike, majhne spicatum opeke, čepe, kar kaže, da je bilo to pogosto mesto brodolomov.